# 辛酉政変
辛酉政変（しんゆうせいへん）は、西太后・東太后・恭親王奕訢らが、粛順一派を排除した清朝でのクーデターである。祺祥政変ともいう。

## 概要
1861年8月、咸豊帝は熱河の行宮で病死した。咸豊帝は死の前に御前大臣の怡親王載垣、鄭親王端華、協弁大学士・戸部尚書粛順、額駙景寿、軍機大臣の兵部尚書穆蔭、吏部左侍郎匡源、礼部右侍郎杜翰、太僕寺少卿焦祐瀛の8名に対し「賛襄政務王大臣」として、皇太子載淳を補佐せよとの遺詔を残した。これは載淳の生母の西太后、恭親王奕訢、顧命大臣センゲリンチン（僧格林沁）、軍機大臣文祥らを権力から排除するものであり、不満をまきおこした。
西太后は東太后と奕訢、妹の夫である醇郡王奕譞（奕訢の弟）と結び八大臣との権力闘争を始めた。9月14日、御史の董元醇は皇太后の垂簾聴政と近親の親王の補佐を求める上奏を行ったが、八大臣は今まで清朝にそのような例はなかったとして反対した。奕訢は北京で大学士桂良、賈禎、周祖培、戸部尚書沈兆霖、刑部尚書趙光、さらには北京周辺の兵権を握る欽差大臣・兵部侍郎勝保とセンゲリンチンの支持を取り付けた。
10月26日、咸豊帝の棺が熱河から北京に運ばれたが、西太后は粛順に棺を護送させて、自分と東太后と載淳は先に北京に入った。北京に入ると即座に奕訢とクーデターを起こして、11月2日に載垣と端華を逮捕し、奕譞を派遣して密雲県で粛順を捕縛した。
11月3日、奕訢を議政王とし、桂良ら5人を軍機大臣とした。8日、詔を下して載垣と端華に自害を命じ、粛順を斬首し、その他の5名を免職とした。11日、載淳が皇帝に即位。八大臣が決定した年号の「祺祥」を取り消し、「同治」の年号が採用された。こうして西太后と奕訢が清朝の実権を握ることとなった。
政変の手柄で奕譞は爵位が上がり醇親王となったが、奕譞と奕訢の兄の惇親王奕誴はクーデターを粛順に密告したため登用されることはなかった。